# Al-Shindaga

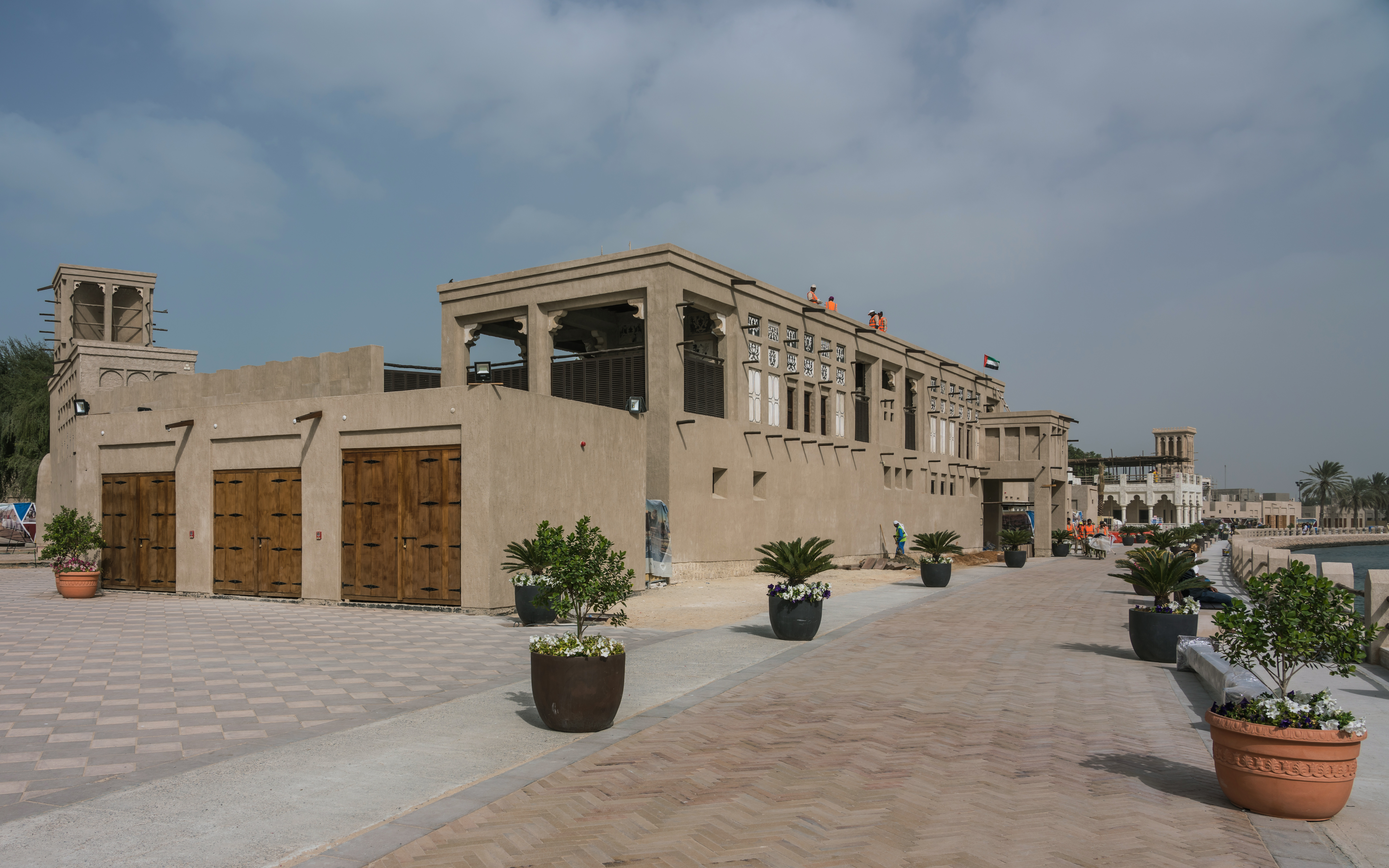

Al Shindagha (àrab: الشندغة, ax-Xindaḡa) és un barri de la ciutat de Dubai, el més tradicional, ja que fou aquí on va residir l'emir entre 1912 i 1958. El seu palauet és actualment un museu que es pot visitar. Es troba entre Port Rashid, a l'oest, i Bur Dubai, al sud. El túnel d'Al Shindaga, una gran obra d'enginyeria, connecta Bur Dubai amb el barri de Deira, a l'est de Dubai, a través d'Al-Shindaga, i creua per sota el khor de Dubai.